# Petrowskya
Petrowskya é um gênero de traça pertencente à família Arctiidae.